# Guanilato ciclasi
La guanilato ciclasi, conosciuto anche come guanil ciclasi è un enzima appartenente alla famiglia delle liasi.
L'enzima catalizza la conversione del guanosintrifosfato (GTP) in guanosina monofosfato ciclico (cGMP) e pirofosfato.
Attualmente vengono riconosciute diverse tipi di guanilato ciclasi, tra cui una forma legata alla membrana cellulare, ed una attiva nel citosol.
La guanilato ciclasi presenta: un dominio recettoriale, N-terminale disponibile per il legame con il messaggero extracellulare; un segmento transmembranario che attraversa il doppio strato fosfolipidico della membrana; un dominio regolatore con capacità di stimolare o precludere l'attività dell'enzima; un dominio catalitico, C-terminale che attua la sintesi del secondo messaggero (GMPc) a partire dal GTP.